# Nazionale maschile under 18 di pallacanestro del Marocco
La nazionale di pallacanestro marocchina Under-18 è una selezione giovanile della nazionale marocchina di pallacanestro, ed è rappresentata dai migliori giocatori di nazionalità marocchina di età non superiore ai 18 anni.
Partecipa a tutte le manifestazioni internazionali giovanili di pallacanestro per nazioni gestite dalla FIBA.

## Partecipazioni

### FIBA AfroBasket Under-18
- 1990 - 6°
- 2004 - 6°
- 2008 - 8°
- 2012 - 9°